# حبیب خانقاهی
حبیب خانقاهی سیاست‌مدار ایرانی بود، که در  دوره بیست و سوم  به‌عنوان نماینده میاندوآب در مجلس شورای ملی حضور داشت.